# چی رزکی
چی رزکی (به لاتین: Trzy Rzeki) یک روستای لهستان در لهستان است که در Gmina Przodkowo واقع شده‌است.